# Mandarin Oriental Hong Kong
Pour les articles homonymes, voir Mandarin Oriental.
Le Mandarin Oriental (chinois simplifié : 香港文华东方酒店 ; chinois traditionnel : 香港文華東方酒店 ; pinyin : Xiānggǎng Wénhuá dōngfāng jiǔdiàn) est un hôtel cinq étoiles,, situé à Hong Kong en république populaire de Chine.

## Histoire
C'est le premier hôtel du groupe Mandarin Oriental, et son hôtel phare,.

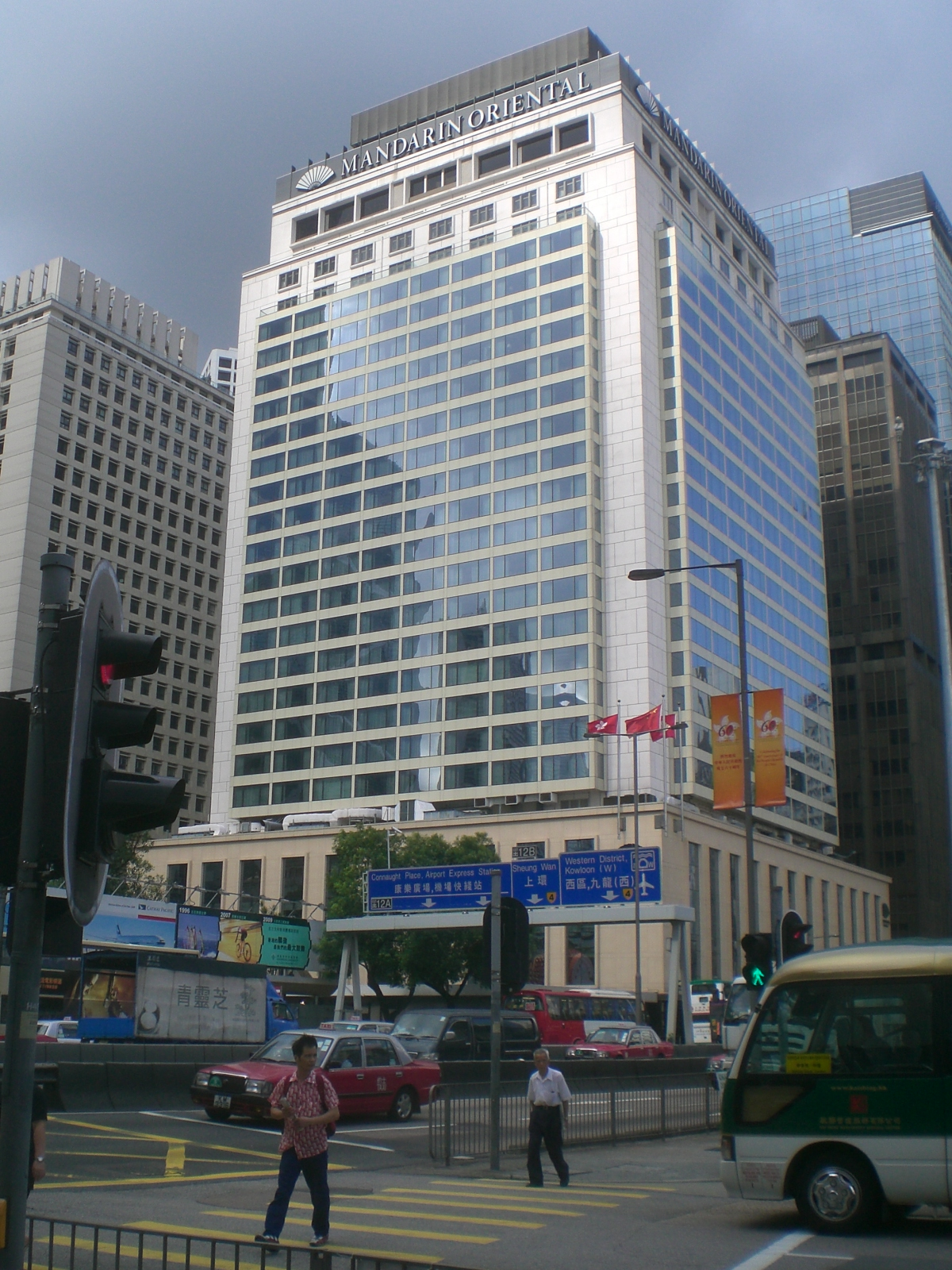
Vue extérieure de l’hôtel.

L’hôtel ouvrit en septembre 1963, sous le nom Le Mandarin, à 5 Connaught Road Central (île de Hong Kong), dans le quartier financier de Hong-Kong. À cet endroit se trouvait avant guerre le Queen’s Building,.
Bien qu’aux premiers jours d’opération l’hôtel fût critiqué par les résidents de Hong-Kong et Macau pour son caractère extravagant, il prit rapidement le caractère d'un bâtiment historique à Hong-Kong,. Diplomates, hommes politiques et célébrités comme Kate Moss, Kevin Costner, Tom Cruise, le Sultan de Bruneï, la princesse Diana, ainsi que les anciens présidents des États-Unis Richard Nixon, Gerald Ford, Bill Clinton et George H. W. Bush y ont séjourné,.
Fermé pour travaux pendant neuf mois, l’hôtel rouvrit le 28 septembre 2006,. L’hôtel rénové possède 501 chambres et 67 suites, dix restaurants et bars, un spa holistique, un barbier, un coiffeur, un fitness ouvert 24/24h avec piscine intérieure et des salles de séminaires,.

## Incidents
Le chanteur et star de cinéma asiatique Leslie Cheung a mis fin à ses jours en sautant du 24e étage de l’hôtel le premier avril 2003. Depuis ce jour, ses fans lui rendent hommage chaque premier avril à cet endroit.